# Motovilci
Motovilci – wieś w Słowenii, w gminie Grad. W 2018 roku liczyła 268 mieszkańców.